# Know Your Onion!
«Know Your Onion!» es la cuarta canción y segundo sencillo del álbum debut de la banda The Shins, Oh, Inverted World. Fue lanzada como sencillo el 4 de junio de 2002 bajo Sub Pop Records. 

## Lista de canciones
1. «Know Your Onion!» - 2:27
2. «My Seventh Rib» (live) - 2:28
3. «New Slang (When You Notice the Stripes)» [live] - 4:05
4. «Sphagnum Esplanade» - 4:18

- Datos: Q9017809